# 布達德
布達德（英語：Pierre-Charles Boudot；1992年12月21日—），是法國騎師。

## 簡歷
布達德在高维尔就读骑师学校，其后加入实力雄厚的费伯华马房担任见习骑师。他于2009年4月首次获胜，2014年更凭「佳朗」攻下巴黎大赛，初尝一级赛胜果。2015年，年僅24歲的他憑179場勝仗與蘇銘倫並列法國騎師榜首位，首度榮膺法國冠軍騎師殊榮。2016年更錄得300場頭馬，擊退蘇銘倫獨佔法國冠軍騎師這個寶座。迄今，由他策騎而取得最佳成績的賽駒為費伯華旗下的「重大機密」。他曾夥拍該駒先後揚威三項一級賽，分別是2014年羅斯齊爾德大賽、2015年傑克莫華大賽和2015年太陽戰車錦標。2020年，他憑220場勝仗第三度榮膺法國冠軍騎師殊榮。然而，2021年，他捲入了強姦案訴訟，自五月中被捕及保釋後就一直被法國馬會禁止上陣及進入馬場。2023年，他復出無期，其後在2025年轉戰卡塔爾發展。

## 在港主要策騎事跡
2017年11月3日，布達德獲香港賽馬會牌照委員會發出馬會騎師牌照，准許他由2018年1月1日至2018年2月25日在港上陣。
布達德在港策騎合共勝出5場頭馬，其在港勝出最後一場頭馬在2018年2月21日於跑馬地馬場憑策騎霍利時馬房的「驍武」取得。

## 成就
- 國際騎師錦標賽季軍 - (1) - (2017年)

## 在港策騎資料
|                      | 日期           | 賽事                                     | 場地 | 馬場       | 馬名     | 練馬師   | 名次 | 獨贏賠率 |
| -------------------- | -------------- | ---------------------------------------- | ---- | ---------- | -------- | -------- | ---- | -------- |
| 初出賽               | 2015年12月13日 | 一級賽 - 1600米 (香港一哩錦標)           | 草地 | 沙田馬場   | 重大機密 | 費伯華   | 4    | 34       |
| 首勝利               | 2017年12月6日  | 第三班 - 1650米                          | 草地 | 跑馬地馬場 | 紅運發財 | 蔡約翰   | 1    | 4.8      |
| 級際賽初出賽         | 2015年12月13日 | 一級賽 - 1600米 (香港一哩錦標)           | 草地 | 沙田馬場   | 重大機密 | 費伯華   | 4    | 34       |
| 級際賽首勝利         | —              | —                                        | —    | —          | —        | —        | —    | —        |
| 一級賽初出賽         | 2015年12月13日 | 一級賽 - 1600米 (香港一哩錦標)           | 草地 | 沙田馬場   | 重大機密 | 費伯華   | 4    | 34       |
| 一級賽首勝利         | —              | —                                        | —    | —          | —        | —        | —    | —        |
| 四歲系列經典賽初出賽 | 2018年1月21日  | 四歲系列經典賽 - 1600米 (香港經典一哩賽) | 草地 | 沙田馬場   | 勁揪     | 約翰摩亞 | 6    | 141      |
| 四歲系列經典賽首勝利 | —              | —                                        | —    | —          | —        | —        | —    | —        |